# 蒙吉永
蒙吉永（法語：Montguyon，發音：[mɔ̃ɡɥijɔ̃]）是法国滨海夏朗德省的一个市镇，位于该省东南部，属于容扎克区。

## 地理
蒙吉永（45°12'58"N, 0°11'14"W）面积18.18 平方千米，位于法国新阿基坦大区滨海夏朗德省，该省份为法国西部滨海省份，北起旺代省，西临大西洋，南至吉倫特省，东南接多爾多涅省，东北接德塞夫勒省接壤，东临夏朗德省。
与蒙吉永接壤的市镇（或旧市镇、城区）包括：克莱拉克、勒富尤、讷维克、圣马丹达里、圣皮埃尔迪帕莱。
蒙吉永的时区为UTC+01:00、UTC+02:00（夏令时）。

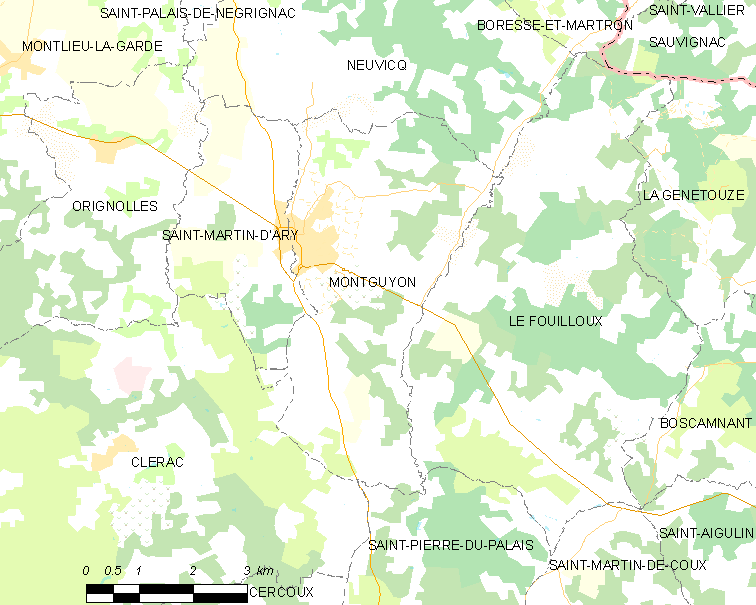
蒙吉永的OSM定位图

## 行政
蒙吉永的邮政编码为17270，INSEE市镇编码为17241。

## 政治
蒙吉永所属的省级选区为三山县。

## 人口

1962-2008年间蒙吉永人口变化图示

蒙吉永于2022年1月1日时的人口数量为1636人。